# آنتون اوربان
آنتون اوربان (اسلواکی: Anton Urban; ۱۶ ژانویهٔ ۱۹۳۴ – ۵ مارس ۲۰۲۱) بازیکن و مربی فوتبال اهل چکسلواکی بود.
از باشگاه‌هایی که در آن بازی کرده‌است می‌توان به باشگاه فوتبال اسلوان براتیسلاوا اشاره کرد.
وی در مسابقات کشوری و بین‌المللی در مجموع برندهٔ ۱ مدال نقره شده‌است.